# Kristina Ohlsson

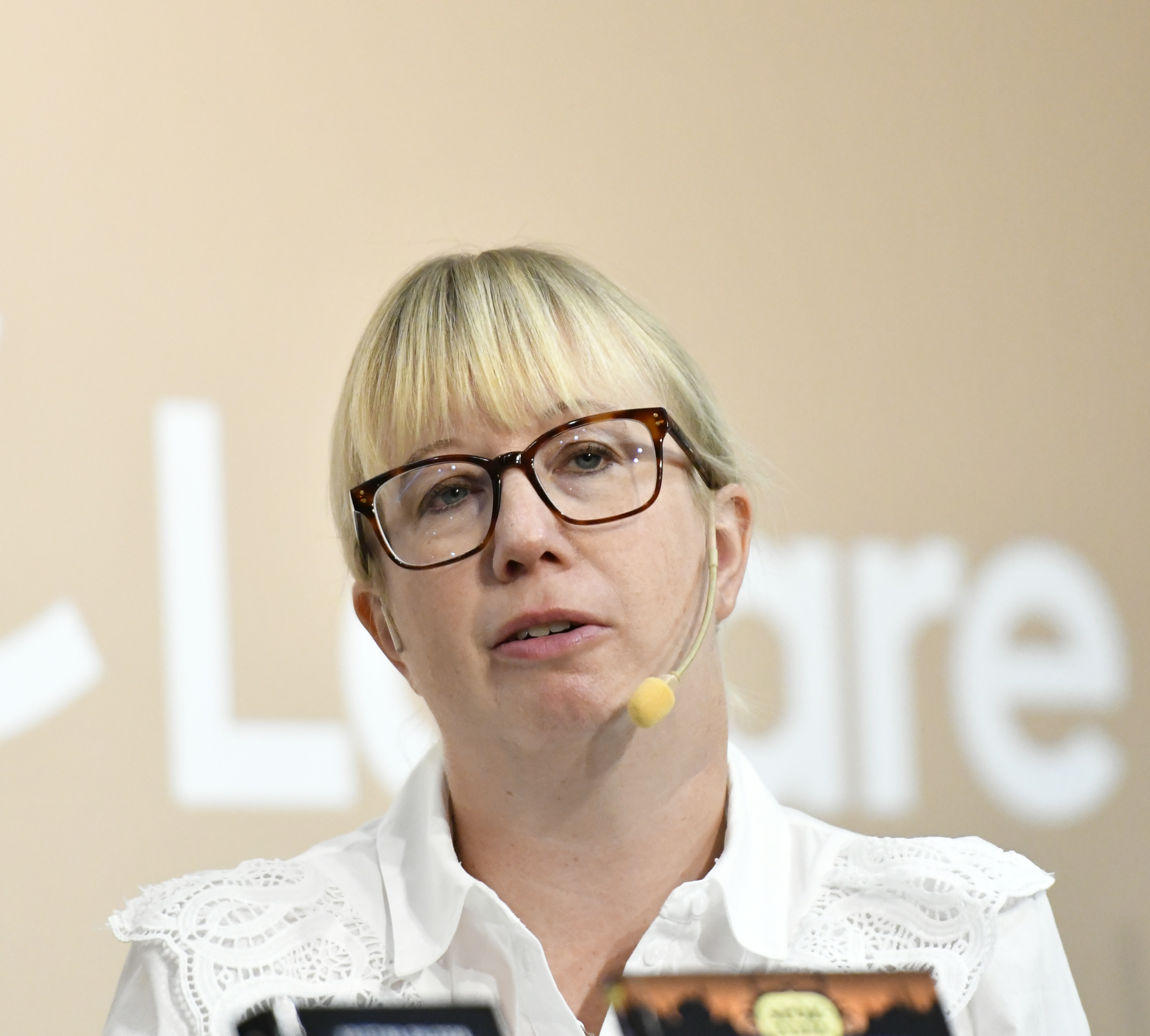
Kristina Ohlsson (2024)

Kristina Ohlsson (* 1979 in Kristianstad) ist eine schwedische Autorin.

## Leben
Kristina Ohlsson wuchs in Kristianstad auf und zog nach ihrem Schulabschluss nach Stockholm, wo sie ein Studium der Politikwissenschaften aufnahm. Nach Vollendung ihres Studiums der Politik- und Staatswissenschaften an mehreren schwedischen Universitäten war sie für verschiedene Behörden (Säkerhetspolisen, Außenministerium, Militärhochschule) und zuletzt bei der OSZE tätig. 2009 veröffentlichte sie mit Askungar (dt. Aschenputtel) ihren ersten Roman. Hauptpersonen in diesem Roman sind, wie in den nachfolgenden Büchern, die Polizisten Alex Recht, Fredrika Bergman und Peder Rydh.

## Werke

### Fredrika-Bergman-Reihe
- 2009 Askungar. dt.: Aschenputtel. Limes Verlag, München 2011, ISBN 978-3-8090-2591-7
  - 2011 Hörbuch Aschenputtel, Random House Audio, Köln
- 2010 Tusenskönor. dt.: Tausendschön. Limes Verlag, München 2012, ISBN 978-3-8090-2592-4
  - 2012 Hörbuch Tausendschön, Random House Audio, Köln
- 2011 Änglavakter. dt.: Sterntaler. Limes Verlag, München 2013, ISBN 978-3-8090-2617-4
  - 2013 Hörbuch Sterntaler, Random House Audio, Köln
- 2012 Paradisoffer. dt.: Himmelschlüssel. Limes Verlag, München 2014, ISBN 978-3-8090-2639-6
  - 2014 Hörbuch Himmelschlüssel, Random House Audio, Köln
- 2013 Davidsstjärnor. dt.: Papierjunge. Limes Verlag, München 2016, ISBN 978-3-8090-2640-2
  - 2016 Hörbuch Papierjunge, Random House Audio, Köln
- 2017 Syndafloder. dt. Sündengräber. Limes Verlag, München 2019, ISBN 978-3-8090-2697-6
  - 2019 Hörbuch Sündengräber, Random House Audio, Köln

### Martin-Benner-Reihe
- 2016 Lotus Blues. dt.: Schwesterherz. Limes Verlag, München 2016, ISBN 978-3-8090-2663-1
- 2016 Mios Blues. dt.: Bruderlüge. Limes Verlag, München 2016, ISBN 978-3-8090-2667-9
- 2019 Henrys Hemlihet. dt.: Blutsfreunde. Limes Verlag, München 2020, ISBN 978-3-641-26169-6

### August-Strindberg-Reihe
- 2020 Stormvakt. dt. Die Tote im Sturm. Limes Verlag, München 2022, ISBN 978-3-8090-2753-9
- 2021 Isbrytare. dt. Das Feuer im Bootshaus. Limes Verlag, München 2023, ISBN 978-3-8090-2754-6
- 2022 Skuggläge. dt. Die Frau im Eishaus. Limes Verlag, München 2024, ISBN 978-3-8090-2776-8
- 2024 Frälsarkransen. dt. Spätsommertod. Limes Verlag, München 2025, ISBN 978-3-8090-2788-1

### Jugendbuch / die Thriller-Reihe
- 2013 Glasbarnen. dt.: Glaskinder. cbt Verlag, München 2014, ISBN 978-3-570-16280-4
  - 2014 Hörbuch Glaskinder. Der Hörverlag
- 2014 Silverpojken. dt.: Silberjunge. cbt Verlag, München 2015, ISBN 978-3-570-16351-1
- 2015 Stenänglar. dt.: Steinengel. cbt Verlag, München 2021, ISBN 978-3-570-31363-3

### Weitere Thriller
- 2016 Sjuka själar